# Ceratopogon trichopus
Ceratopogon trichopus är en tvåvingeart som först beskrevs av Thomson 1869.  Ceratopogon trichopus ingår i släktet Ceratopogon och familjen svidknott. Inga underarter finns listade i Catalogue of Life.